# Макиавелли, Никколо
Никколо́ ди Берна́рдо Макиаве́лли (Макьявелли, итал. Niccolò di Bernardo dei Machiavelli; 3 мая 1469 года, Флоренция — 22 июня 1527 года, там же) — итальянский мыслитель, политический деятель, философ, писатель, автор военно-теоретических трудов. Макиавелли занимал в правительстве Флоренции несколько должностей, самая значимая из которых — секретарь второй канцелярии, отвечавшей за дипломатические связи республики. Ключевым произведением Макиавелли считается «Государь». Однако его политические взгляды куда лучше отражают «История Флоренции» и «Рассуждения о первой декаде Тита Ливия», характеризующие его как сторонника республиканских идей, а не «сильной руки государя».
Макиавелли часто считают отцом современной политической философии и политологии.
Личная переписка Макиавелли является предметом исследований историков.
В работе «Государь» изложил недобросовестные действия правителей, с которыми стал впоследствии ассоциироваться. Утверждал, что политика всегда сопровождалась обманом, предательством и преступлениями. «Государь» Макиавелли вызвал неоднозначную реакцию. Некоторые сочли этот труд прямым описанием злых средств, используемых плохими правителями; другие описывали его как свод рекомендаций, данных тиранам для того, чтобы помочь им сохранить свою власть.
Другая работа Макиавелли — «Рассуждения о первой декаде Тита Ливия» — проложила путь современному республиканизму. Работа также оказала значительное влияние на возрождение идей классического республиканизма, например, на Ханну Арендт.
Автор знаменитой книги «История Флоренции».

## Биография
В политической жизни Макиавелли можно выделить два этапа. На первом этапе, с занятия должности второго секретаря Флорентийской республики в 1498 году, он преимущественно занимался государственными делами. С принудительным удалением Макиавелли из активной политики в 1512 году начался второй этап, когда им были написаны труды, впоследствии сделавшие его имя знаменитым.

### Детство и юность
Никколо Макиавелли родился 3 мая 1469 года  в семье адвоката Бернардо Макиавелли, в родовом палаццо на улице виа Романа (ныне — Via Guicciardini) во Флоренции. В палаццо, кроме семейства Бернардо Макиавелли, жили и другие представители рода. Макиавелли отмечал, что его детство прошло в бедности и лишениях, но по достатку его семья принадлежала к среднему классу. Это, однако, ставило семью на более низкую социальную ступень, чем та, на которую им давало право их происхождение. Род Макиавелли имел многолетнюю историю участия в флорентийской политике, в нём были и гонфалоньеры, и приоры. Ко времени рождения Никколо род стал малочисленным и утратил влияние. Отец, самый бедный в роду, никогда не занимал видных или прибыльных должностей; это даже породило предположение, что он мог быть незаконнорождённым. Он был практикующим юристом и получал доход от нескольких загородных домов с землёй, но доходы семьи оставались невысокими, их не хватало на покупку книг (Бернардо Макиавелли любил читать и собрал большую библиотеку), и, тем более, их не хватало на то образование, какое давала своим детям флорентийская элита — обучение древнегреческому, частные учителя, совершенствование в различных науках.
С семи лет приступив к изучению латыни, Никколо получил хорошее, насколько это было возможно, образование. Он прекрасно знал латинскую и итальянскую классику, был знаком с Историей Рима Тита Ливия, бывшей сокровищем отцовской библиотеки и вдохновившей его к написанию «Рассуждений о первой декаде Тита Ливия», с сочинениями Цицерона и Иосифа Флавия, читал переводы трудов греческих авторов. Его жизнь и творчество демонстрируют образование университетского уровня, но достоверно о его учёбе в университете не известно. По одной из версий, он изучал юриспруденцию, а среди его учителей был Марчелло Адриани, глава кафедры греческого и латинского красноречия Флорентийского университета. Высоко ценил творчество Данте, Боккаччо, Петрарки.
Историк-биограф Роберто Ридольфи описывает Макиавелли человеком стройным, среднего роста: «Волосы были чёрные, белая кожа, маленькая голова, худое лицо, высокий лоб. Очень яркие глаза и тонкие сжатые губы, казалось всегда немного двусмысленно усмехавшимся».

### Италия и Флоренция в этот период
Жизнь Никколо Макиавелли прошла в опасную, но интересную эпоху. Римский папа обладал целой армией, а богатые независимые города-государства Италии попадали под власть соседних государств ― Франции, Испании или Священной Римской империи. Это была эпоха беспорядочных переворотов, ненадёжных союзов и продажных наёмников, которые могли легко сменить своих властителей в решающую минуту.

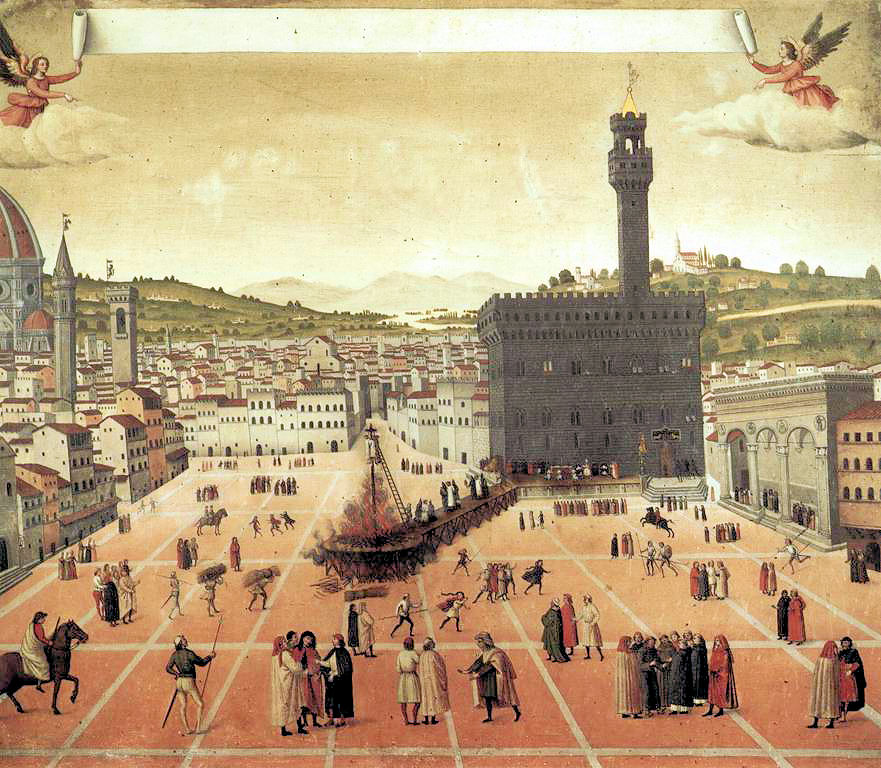
Казнь Савонаролы на площади Синьории

Во времена юности Макиавелли, Флоренция, формально будучи республикой, уже длительное время управлялась кланом Медичи.
В ноябре 1494 года армия французского короля Карла VIII вступила в Италию и дошла до Флоренции. Молодой правитель Пьеро ди Лоренцо Медичи, пойдя на переговоры, смог добиться лишь подписания унизительного мирного договора, предписывавшего сдачу нескольких ключевых крепостей и уплату огромной контрибуции в 200 000 флоринов. Пьеро не имел формальных полномочий заключать подобное соглашение без санкции Синьории Флоренции. Опасаясь бунта возмущённого народа, он с братьями бежал из города. Власть клана Медичи рухнула, и представителям этой династии было запрещено возвращаться на родину. Реформированная Флорентийская республика была восстановлена, были учреждены «Большой совет» и «Совет восьмидесяти». В результате переговоров с французами был заключен мир на более выгодных условиях, однако главный флорентийский порт — Пиза, был утерян. Заметная роль и в успехе переговоров, и принятии новой конституции, резко расширившей круг влияющих на политику горожан, принадлежала монаху Савонароле. За несколько лет он со своими сторонниками, которых называли «плаксами», приобрел огромное влияние.

### Начало карьеры
В 1494 году Макиавелли поступил на службу Флорентийской республики. Предположительно, это была должность помощника секретаря Второй канцелярии, однако, сам факт службы не является твердо установленным.
Наиболее ранние из сохранившихся свидетельств о Макиавелли-политике — два его письма. Письмо от 2 декабря 1497 года было адресовано кардиналу Джованни Лопесу и содержало просьбу признать право его семьи на спорные земли; в результате, решение было принято в пользу Макиавелли. Во втором письме от 9 марта 1498 года, отчете Рикардо Бекки, флорентийскому послу в Риме, Никколо критически характеризует действия Джироламо Савонаролы.
18 февраля 1498 года Макиавелли выдвигал свою кандидатуру на пост секретаря Второй канцелярии (второго канцлера), но будучи противником Савонаролы, проиграл выборы его стороннику.
23 мая Савонарола был обвинен своими политическими противниками в нарушении закона и казнен.
28 мая (по другой версии, 15 июня) того же года, после казни Савонаролы и замены администрации, Макиавелли вновь выдвигает свою кандидатуру. На этот раз Совет Восьмидесяти выбрал его из нескольких кандидатов, несмотря на относительно юный для ответственной должности возраст (он ещё не имел права войти в Большой совет) и малый политический вес; спустя всего три дня Большой Совет утвердил его кандидатуру. Среди возможных причин назначения — рекомендация Марчелло Адриани, учителя Макиавелли, в то время занимавшего пост первого секретаря (канцлера) Республики. Один из соперников на пост, нотариус Андреа ди Ромоло, стал его помощником.
Формально Первая канцелярия Флорентийской республики ведала иностранными делами, а Вторая канцелярия — делами подконтрольных республике земель и городским ополчением. Но разграничение было весьма условным, и текущие дела решал тот, у кого было больше шансов добиться успеха за счет связей, влияния или способностей. 14 июля 1498 года Макиавелли был также избран секретарем Комиссии Десяти, органа, ведавшего военными делами Флоренции. Так как выборные члены комиссии сменялись каждые полгода, основная работа осуществлялась канцелярией.
На этих постах в течение последующих 14 лет Макиавелли многократно выполнял дипломатические поручения при дворах короля Людовика XII во Франции, короля Фердинанда II в Неаполе, и при Папском дворе в Риме, вел государственную переписку. В качестве секретаря Второй канцелярии он проходил ежегодные перевыборы.

### Республиканский служащий
В это время Италия была раздроблена на десяток государств, к тому же начались войны Франции и Священной Римской империи за Неаполитанское королевство. Войны тогда велись наемными армиями, и Флоренции приходилось маневрировать между сильными соперниками, а Макиавелли осуществлял дипломатические связи с ними. К тому же осада восставшей Пизы занимала много времени и сил правительства Флоренции и её полномочного представителя при армии — Никколо Макиавелли.
14 января 1501 года Макиавелли вернулся во Флоренцию из посольства к французскому королю, где он пытался уладить вопрос найма французских войск.
Став главой семьи после смерти отца в 1500 году, в августе 1501 года Макиавелли заключил брак с Мариеттой ди Луиджи из старинного рода Корсини. Брак был обоюдовыгодным: родство с более знатным родом Корсини повышало статус Макиавелли, а семья Мариетты получила возможность воспользоваться политическими связями Никколо. Несмотря на свои многочисленные любовные увлечения и на то, что государственные интересы Никколо ставил выше семейных, он ценил преданность жены и доверял ей. Дважды составляя завещание, оба раза он назначал опекуном детей жену, а не мужчин рода, как было принято.
В 1502 году пожизненным гонфалоньером Флоренции избирается Пьеро Содерини. Макиавелли приобретает его доверие и становится его неизменным советником.
В 1502—1503 годах Никколо Макиавелли был послом при дворе герцога Чезаре Борджиа, сына папы римского Александра VI, очень умного и удачливого военачальника и правителя, расширявшего войнами и политическими интригами свои владения в центральной Италии. Чезаре всегда был смел, благоразумен, уверен в своих силах, твёрд, а подчас и жесток. Макиавелли вел с ним многочисленные переговоры.
В июне 1502 года победоносная армия Борджиа подошла к границам Флоренции. Напуганная республика тут же направила к нему послов для переговоров — епископа Вольтерры Франческо Содерини и Никколо Макиавелли.
24 июня они были приняты Чезаре Борджиа. В отчёте правительству Макиавелли отметил: «Этот государь прекрасен, величествен и столь воинственен, что всякое великое начинание для него пустяк. Он не унимается, если жаждет славы или новых завоеваний, равно как не знает ни усталости, ни страха… а также снискал неизменную благосклонность Фортуны»[страница не указана 1604 дня].
В одной из своих ранних работ Макиавелли отмечал:

 Борджиа обладает одним из самых важных атрибутов великого человека: он умелый авантюрист и знает, как использовать выпавший ему шанс с наибольшей для себя выгодой. 
Месяцы, проведённые в обществе Чезаре Борджиа, помогли Макиавелли в понимании идей «мастерства управления государством, независимого от моральных устоев», которые он впоследствии описал в трактате «Государь». Видимо, в силу весьма тесных отношений с «госпожой удачей» Борджиа весьма интриговал Макиавелли.
Находясь при дворе Борджиа, Макиавелли много задумывался о военном деле. Наемники Борджиа были умелой и страшной силой, но Макиавелли уже тогда стал вести заметки о создании во Флоренции собственной армии[страница не указана 1604 дня].
Политические притязания Ватикана часто ограничивало то обстоятельство, что в Папской области находились коммуны, власть в которых принадлежала князьям из местных феодальных родов — Монтефельтро, Малатеста и Бентивольо. За несколько лет активных войн и политических убийств, Чезаре Борджиа и Александр VI объединили под своей властью всю Романью, Умбрию и Эмилию.
И только смерть Александра VI, отца Чезаре Борджиа, положила конец этой политике, лишив последнего финансовых и политических ресурсов.
Политика Флоренции очень зависела от решений Римского папы. Понтификат Пия III длился всего в 27 дней, и 24 октября 1503 года Макиавелли отправился в Рим, где 1 ноября, на конклаве был избран папа Юлий II, обладавший воинственными намерениями. 24 ноября в своем письме Макиавелли попытался предугадать политику нового папы, главными противниками которого были Франция и Венеция. Флоренция опасалась венецианских экспансионистских амбиций и видела в понтифике союзника. В тот же день Макиавелли узнал о рождении сына Бернардо.
Постоянно находясь в разъездах, Макиавелли составил более тысячи писем, отчетов, докладов и просто письменных зарисовок стран и правителей, которых он видел.
Наблюдательность, размышления и мастерское владение пером не мешали ему и отдохнуть среди друзей, блеснуть остроумием. Макиавелли также любил роскошь, изысканные яства и красивые одежды.
Считая себя политиком по призванию, Макиавелли воздействовал на людей с помощью знаний их желаний и предпочтений, умел распознавать скрытые человеческие желания и благодаря этому управлять людьми.

### Создание ополчения

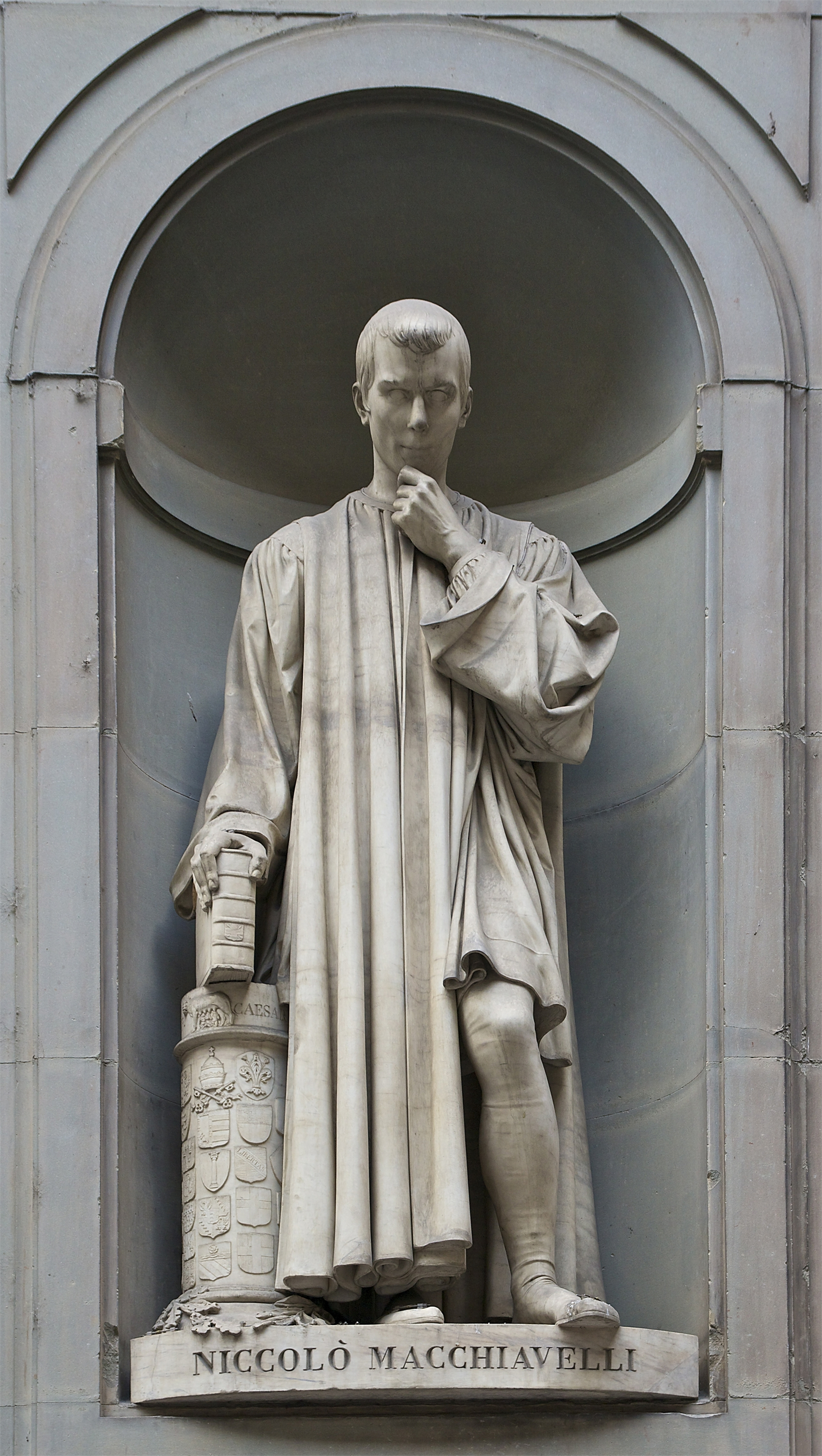
Никколо Макиавелли, статуя у входа в галерею Уффици во Флоренции

Макиавелли первым в истории Флоренции смог организовать городское ополчение, с которым Флоренции удалось добиться капитуляции Пизы, отделившейся в 1494 году.
В 1504 году Макиавелли предложил гонфалоньеру Содерини давно задуманный план реформировать армию и создать национальную милицию, заменив ей наемников и получив для Флоренции большую независимость от внешних сил в случае войны. Реформа была поддержана братом гонфалоньера, кардиналом Франческо («Не сомневайтесь, когда-нибудь она, быть может, принесет нам славу», писал тот к Никколо), но Содерини отклонил предложение Макиавелли из страха перед возмущением городской верхушки.
В первой части «Десятилетий», написанной в 1504 году и изданной два года спустя, Макиавелли в стихотворной форме обобщил десять лет итальянской истории, уделив наибольшее внимание поражениям Флоренции из-за её постоянных надежд на помощь армий других государств и на пришлых наемников[страница не указана 1604 дня].
В своих выступлениях и докладах Макиавелли постоянно критиковал «солдат удачи», называя их вероломными, трусливыми и алчными. Он хотел принизить роль наёмников, чтобы отстоять своё предложение о создании регулярной армии, которую республика могла бы лучше контролировать. Собственная армия позволяла бы Флоренции не зависеть от наемников и помощи Франции. В одном из писем Макиавелли пояснял, что единственный путь обрести власть и силу поможет принятие закона по управлению создаваемой армии и поддержании её в надлежащем порядке[страница не указана 1604 дня].
В декабре 1505 года Комиссия Десяти наконец-то поручила Макиавелли приступить к созданию ополчения. И 15 февраля отборный отряд ополченцев-пикинёров прошёл парадом по улицам Флоренции под восторженные возгласы толпы; все солдаты были в красиво подогнанной красно-белой (цвета флага города) форме, в кирасах, вооруженные пиками и аркебузами. У Флоренции появилась собственная армия.
6 декабря 1506 года труды Никколо Макиавелли были окончательно признаны и официально узаконены — Большой Совет и Совет Восьми принял решение создать Комиссию Девяти по делам флорентийского ополчения (Nove ufficiali dell’ordinanza e milizia fiorentina), орган, руководивший национальной армией Флоренции в мирное время. Макиавелли составил устав ополчения и стал секретарём новой комиссии.
Макиавелли стал «вооруженным пророком».

Вот почему все вооруженные пророки побеждали, а все безоружные гибли, ибо, в добавление к сказанному, следует иметь в виду, что нрав людей непостоянен, и если обратить их в свою веру легко, то удержать в ней трудно. Поэтому нужно быть готовым силой заставить верить тех, кто потерял веру.
— Никколо Макиавелли. Государь
В дальнейшем Макиавелли был посланником к Людовику XII, Максимилиану I Габсбургскому, инспектировал крепости, смог создать даже кавалерию во флорентийском ополчении. Принял капитуляцию Пизы и поставил свою подпись под договором о капитуляции. В переговорах отличался находчивостью, ловкостью, знанием людей и обстоятельств.
Когда флорентийский народ, узнав о падении Пизы, предавался ликованиям, Никколо Макиавелли получил письмо от своего друга Агостино Веспуччи: «С вашими войском вы проделали безукоризненную работу и помогли приблизить время, когда Флоренция вновь обрела ей по праву принадлежащее»[страница не указана 1604 дня].
Филиппо Казавеккиа, отмечая способности Макиавелли, писал: «Я не верю, что идиоты постигнут ход ваших мыслей, тогда как мудрых мало, и встречаются они нечасто. Ежедневно я прихожу к выводу, что вы превосходите даже тех пророков, что рождались у евреев и иных народов»[страница не указана 1604 дня].

### Возвращение Медичи во Флоренцию
К 1512 году под руководством папы Юлия II Священная Лига вытеснила французские войска из Италии. Своей властью Юлий II «пожаловал» Флоренцию своему сподвижнику кардиналу Джованни Медичи. 1 сентября 1512 года Джованни Медичи, второй сын Лоренцо Великолепного, вступил в город своих предков, восстановив власть своей семьи над Флоренцией. Республиканские институты были отменены.
Макиавелли не был уволен новыми властителями города. Но он допустил несколько ошибок, продолжая постоянно излагать свои мысли по злободневным вопросам, хотя его никто не спрашивал и его мнение сильно отличалось от проводимой новыми властями внутренней политики. Он выступил против возвращения собственности вернувшимся Медичи, предложив выплатить им просто компенсацию, а в следующий раз в воззвании «К паллески» (II Ricordo аг Palleschi) он призывал Медичи не доверять переметнувшимся на их сторону после падения республики.
В итоге 7 ноября по распоряжениям Синьории Никколо Макиавелли был лишен всех должностей и привилегий, ему запретили покидать владения Флоренции и даже входить во дворец правительства, а также потребовали внести крупный залог для обеспечения надлежащего поведения[страница не указана 1604 дня].

### Опала
Макиавелли был отстранен от участия в политической жизни, лишён средств к существованию, а в 1513 году был ещё и арестован по обвинению в заговоре против Медичи. Бывший секретарь был подвергнут пытке на дыбе. Он отвергал свою причастность, но был приговорен к смерти. Только благодаря амнистии он был выпущен из камеры смертников. Друзья и родственники заплатили за него залог в 1000 флоринов.
Макиавелли вынужден был из Флоренции уехать в своё поместье в Сант-Андреа-ин-Перкуссина. Там, в деревенской глуши он начал писать книги, которые и прославили его как политического философа.
Днем он гулял по лесу, любовался природой и птицами, заходил на постоялый двор поболтать с проезжими или поиграть в карты с приятелями. Но по вечерам он преображался. Вот как он это описывает в письме от 10 декабря 1513 года своему другу Франческо Веттори: «С наступлением вечера я возвращаюсь домой и иду в свою рабочую комнату. У двери я сбрасываю крестьянское платье все в грязи и слякоти, облачаюсь в царственную придворную одежду и, переодетый достойным образом, иду к античным дворам людей древности. Там, любезно ими принятый, я насыщаюсь пищей, единственно пригодной мне, и для которой я рождён. Там я не стесняюсь разговаривать с ними и спрашивать о смысле их деяний, и они, по свойственной им человечности, отвечают мне. И на протяжении четырёх часов я не чувствую никакой тоски, забываю все тревоги, не боюсь бедности, меня не пугает смерть, и я весь переношусь к ним».
Макиавелли продолжал надеяться на продолжение карьеры. В 1513—1514 годах он неоднократно писал своему другу Веттори, послу в Риме, единственному из его знакомых, сохранившему хорошие связи в Риме и Флоренции, чтобы тот ходатайствовал перед папой или кардиналом Содерини о нём; позже — пытался сблизиться через него с Джулиано де Медичи, которому он посвятил свой труд «Государь». Никколо честно писал, что лишен средств к существованию, он не умеет ни торговать, ни заниматься производством, что он умеет только рассуждать о политике, и надеется, что его опыт ещё востребован.
К 1515 году надежды на посредничество Веттори рухнули. Вернувшийся в 1514 году во Флоренцию Макиавелли попытался, изменив посвящение на написанном двумя годами ранее труде, преподнести его Лоренце Медичи, но властитель Флоренции принял отставного секретаря холодно, и аудиенция закончилась безрезультатно. Надежды Макиавелли обратить на себя внимание и добиться новой должности не реализовались.
Он вынужден был продолжить бедное существование. В 1516 году он писал своему племяннику Джованни Верначчи: «Я стал бесполезен для себя самого, моих родных и друзей, ибо так уж угодно моей несчастливой судьбе».
В эти годы Макиавелли посещал литературно-философский кружок «Сады Ручеллаи», состоявший из знатных и богатых флорентийцев. Руководили им Бернардо и Джованни Ручеллаи, родственники Медичи. Эти знакомства помогли ему в дальнейшем.
В это же время было написано «Жизнеописание Каструччо Кастракани из Лукки» — наемника, сделавшего удачную карьеру с помощью смелости и жестокости.
В 1520 году Макиавелли закончил писать книгу «О военном искусстве» («Dell’Arte della Guerra»), в которой он анализировал войны разных времен и различные устройства армий, доказывал ненадежность наемников и превозносил доблесть римлян. Также он предлагал новые способы создания армии и использования вооружения, не всегда удачные.

### Возвращение на службу и новая отставка
В ноябре 1520 года Макиавелли был возвращен во Флоренцию. По поручению возглавлявшего университет кардинала Джулио Медичи он получил должность историографа с окладом 65 золотых флоринов с тем, чтобы за два года написать «Истории Флоренции». Связь с Медичи обеспокоила республиканские круги, и Макиавелли предложили более доходную должность у кардинала Просперо Колонна, враждебного Медичи. Однако звание официального историографа города и возможность донести до кардинала свои мнения о флорентийских учреждениях и законах, были для Макиавелли ценнее дохода.
Опасность вызвать недовольство власть имущих своими политическими оценками и даже простым упоминанием некоторых событий подвергло внутреннюю честность автора непростому экзамену, «если у меня вырываются иногда обрывки истины, я прячу их под таким слоем лжи, что их трудно бывает отыскать», писал он. Работа затянулась, но Макиавелли смог убедить заказчиков и ему даже увеличили жалование. Сочинение вышло настолько же хорошо слогом и структурой, насколько мало заслуживающим доверия. По сути, это была искусная пропаганда Медичи. В мае 1525 года Макиавелли лично представил работу Медичи, ставшему к тому времени папой под именем Климент VII. Автор получил вознаграждение в 120 дукатов.
За время работы над «Историей Флоренции» Макиавелли написал несколько пьес — «Клиция», «Бельфагор», «Мандрагора» — которые ставились с большим успехом. Все вокальные номера в пьесе «Клиция» исполнила молодая актриса и певица Барбара Ракафани, ставшая возлюбленной Макиавелли.
Макиавелли не доверяли, как чиновнику прежнего режима. Он подавал всевозможные прошения, просил друзей замолвить о нём слово. Понемногу, не скрывая своего умеренного республиканизма, он завоевывал доверие клана Медичи. Макиавелли, как многие его сограждане, ставил почести и выгоду выше идеологии, однако он не был готов служить кому угодно. В ответ на приглашение эмигрировать во Францию он сказал: «Предпочитаю умереть с голода во Флоренции, чем от несварения желудка в Фонтенбло».

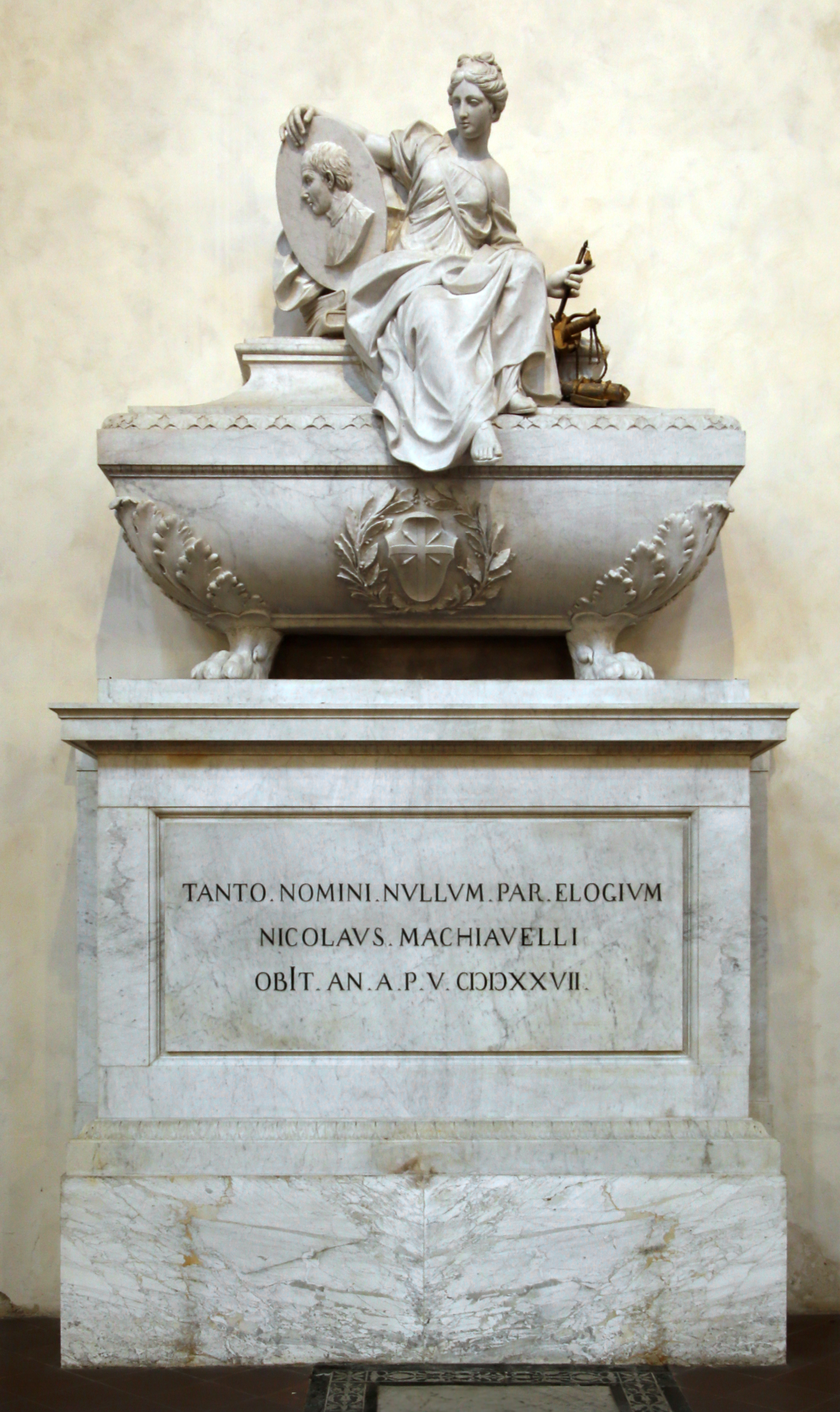
Надгробие Никколо Макиавелли

Ему стали давать разовые дипломатические поручения. Летом 1525 года он в качестве папского посла обсуждал с владетелем Фаэнцы Франческо Гвиччардини свою любимую тему — возможность организации ополчения для защиты папских владений; однако, ополчение так и не было создано.
Наконец, когда республике стали угрожать Габсбурги, он получил новую должность. Климент VII поручил Макиавелли вместе с военным архитектором Педро Наварро — бывшим пиратом, но уже специалистом по проведению осады, — проинспектировать крепостные стены Флоренции и укрепить их в связи с возможной осадой города. Выбрали Макиавелли, потому что его считали знатоком военного дела: ведь он написал целую книгу «О военном искусстве», к тому же целая глава в ней посвящалась осадам городов — и, по общепринятому мнению, была лучшей во всей книге. Некоторые книжные советы Макиавелли были далеки от реальности, но сам факт авторства такой книги делал его знатоком фортификации в глазах папы. Сыграла свою роль и поддержка друзей, Гвиччардини и Строцци.
9 мая 1526 года по требованию понтифика Совет Ста учредил в правительстве Флоренции новый орган — Коллегию Пяти по укреплению стен, а Никколо Макиавелли был назначен её секретарем. Но труд Макиавелли оказался не долог и надежды на заслуженные почести потерпели крах. В 1527 году Рим был разграблен, и Климент VII потерял всякое влияние на Флоренцию. В городе произошло восстание и возобновлено республиканское правление. Макиавелли выдвинул свою кандидатуру на пост секретаря Коллегии Десяти, который он возглавлял ранее. Но его не избрали, новой власти он был уже не нужен.
Негативные переживания подорвали здоровье Макиавелли, и вскоре, 22 июня 1527 года, он скончался в Сан-Кашано, в пригороде Флоренции. Его могила была утрачена, но кенотаф в его честь находится во Флоренции в Церкви Санта-Кроче. На памятнике знаменитого мыслителя выбита надпись: «Никакая эпитафия не выразит всего величия этого имени».

## Память
Отвергшая опыт и знания Макиавелли Флорентийская республика просуществовала всего три года. В октябре 1529 года объединённые войска императора и папы осадили Флоренцию. Город 10 месяцев выдерживал осаду благодаря восстановленным оборонительным укреплениям — в чём есть заслуга и Макиавелли — и возрождённому ополчению, хоть и при поддержке наёмников.

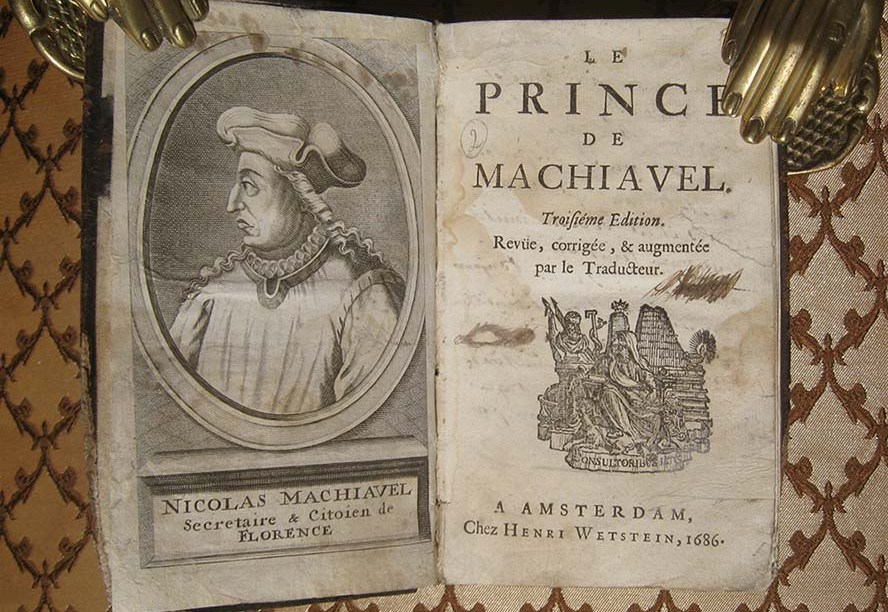
Книга «Государь» 1532 года издания

Родственники и друзья в знак уважения, собрав деньги на посмертное издание «Государя», отдали дань памяти Никколо Макиавелли. В 1532 году печатник Антонио Бладо издал книгу с разрешения понтифика, добавив своё посвящение, восхвалявшее политическую прозорливость Макиавелли. Книга имела большой спрос, поэтому в тот же год издали и второй тираж произведения[страница не указана 1604 дня].
С тех пор книга «Государь» постоянно критиковалась многочисленными противниками (Иннокентий Жентилле, Антонио Поссевино, король Пруссии Фридрих II) и защищалась почитателями (Роберто Ридольфи, Жан-Жак Руссо, папа Пий VI, Великий герцог Тосканы Леопольд II) таланта Макиавелли.
Слава, которую принёс «Государь», не однозначна. В своё время, когда Макиавелли обвиняли за то, какими циничными представали правители в его книге, он иронично парировал: «Я учил государей становиться тиранами, а подданных — от них избавляться». В книге есть как примеры тираний, так и мятежей против них.
Главный «проект» Макиавелли — народное ополчение — при его жизни потерпел фиаско. Но после 1530 года, когда Медичи вновь вернули себе власть над Флоренцией, они воплотили идеи Никколо Макиавелли и создали надёжную призывную армию, с налоговыми, юридическими и политическими льготами солдатам под надежным правительственным контролем. И ополчение Флоренции защищало страну почти 200 лет.
Книги «Государь» и «Рассуждения» писались для разных читателей, чем и объясняется противоречивость высказываний Макиавелли. Но чрезмерная самоуверенность, сочетавшаяся зачастую с резкой иронией доставили Никколо Макиавелли много неприятностей.
Макиавелли удалось вернуться в политику благодаря поддержке влиятельных друзей, ценивших его талант и остроумие. Они прощали все его ошибки, но уважали его, хоть и хохотали иногда над его экстравагантными выходками, потому что считали Никколо Макиавелли прежде всего не гением политики, а попросту образованным, умным, ироничным и весёлым человеком, настоящим флорентийцем[страница не указана 1604 дня].
Некоторые считают Никколо Макиавелли великим деятелем Европейского Ренессанса. Макиавелли признан великим историком, политическим мыслителем и писателем эпохи Возрождения.

## Семья
Отец — Бернардо ди Никколо Макиавелли (1426 или 1428—1500), адвокат, доктор права. Мать — Бартоломеи ди Стефано Нели (1441—1496). У Никколо были две старшие сестры — Примавера (1465—1500) и Маргарита 1468 г.р., и младший брат Тотто, родившийся в 1475 году.
В августе 1501 года женился на Мариетте из рода Корсини.
Дети: старший сын Бернардо родился в 1503 году, стал в дальнейшем казначеем герцога Козимо I в провинции Умбрия; Лодовико — родился в 1504 году; Пьеро родился в 1514 году, стал генерал-лейтенантом флота, кавалером военного Ордена Святого Стефана; Тотто — младший, родился в 1525 году, стал священником; младшая дочь — Бартоломеа (Бернарда).

## Мировоззрение и идеи

### О политике

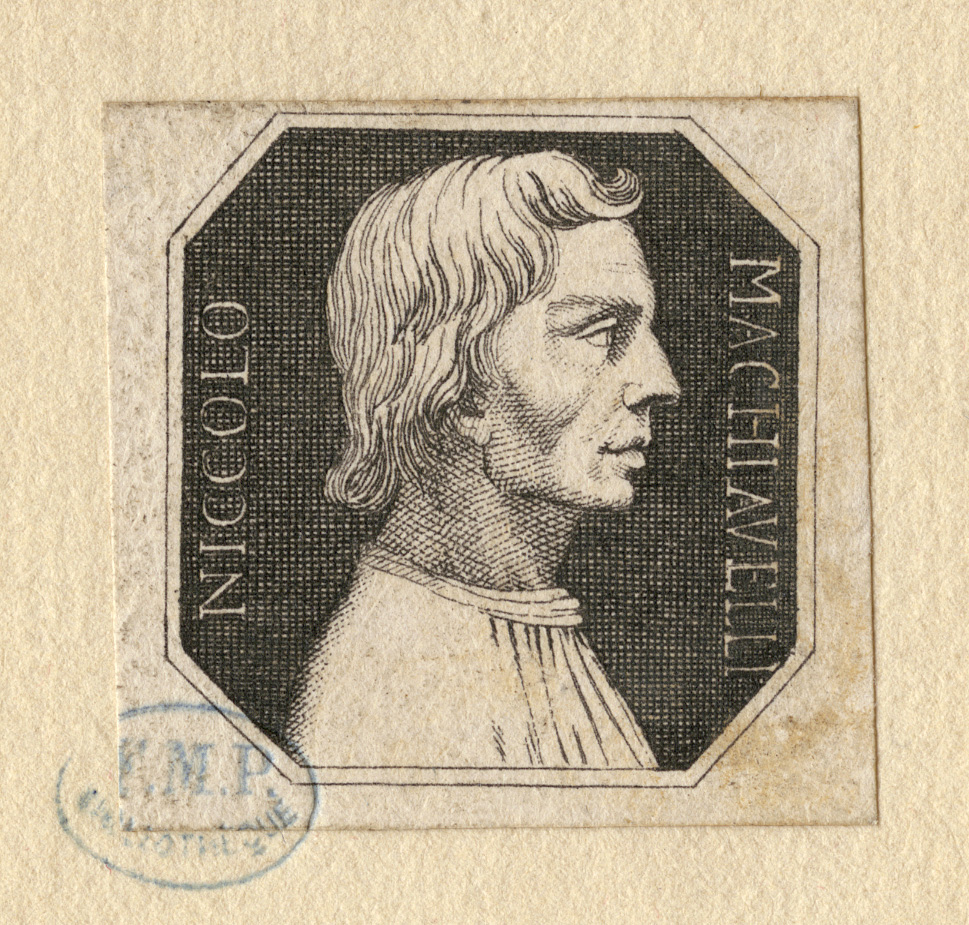
Никколо Макиавелли

В работах «Государь» и «Рассуждения на первую декаду Тита Ливия» Макиавелли рассматривал государство как политическое состояние общества: отношение властвующих и подвластных, наличие соответствующим образом устроенной, организованной политической власти, учреждений, законов.
Макиавелли называл политику «опытной наукой», которая разъясняет прошлое, руководит настоящим и способна прогнозировать будущее.
Макиавелли — один из немногих деятелей эпохи Возрождения, затронувший вопрос о роли личности правителя. Он считал, исходя из реалий современной ему Италии, находящейся в феодальной раздробленности, что лучше сильный, пусть и лишённый угрызения совести, государь во главе единой страны, чем враждующие мелкие правители. Таким образом, Макиавелли смог первым (в европейских культурах, поскольку в Китае почти на два тысячелетия раньше аналогичными проблемами занимались философы-политологи легистской школы Шан Ян и Хань Фэй-цзы) поставить в философии и истории вопрос о соотношении моральных норм и политической целесообразности. И попытался дать на него ответ.
Он настойчиво предлагал идею о всеобщей воинской обязанности — в трактате «О военном искусстве» Макиавелли призывал к переходу от наёмной к набираемой из граждан государства армии по призыву. И приводил в пользу этого множество исторических примеров.
Макиавелли выступал за республиканское правление, но в «Государе» поддержал единоличную власть государя, наделённого доблестью и великодушием. Только такой правитель, по мнению Макиавелли, смог бы восстановить разрозненную и разоренную Италию с помощью всех возможных, даже предосудительных, средств.
В «Рассуждениях…» Макиавелли выделяет 6 видов государственного правления — 3 хороших и 3 плохих. Так, к первым он относит монархию, аристократию и демократию. Но с течением времени эти хорошие правления превращаются в плохие. Соответственно в тиранию, олигархию и анархию. Нет ничего постоянного как в природе, так и в обществе. Развиваясь, государства достигают совершенства, потом начинается упадок. При появлении новых условий государство вновь может развиваться и т. д. Государством с лучшей формой правления Макиавелли считал Римскую республику, использовавшей в своем управлении смешанные формы правления.
На основании анализа человеческой истории им были сформулированы и принципы государственного управления, которые позволяют удерживать власть и делать новые завоевания. Причем эти принципы политики, как оказалось, не следовали нравственным принципам. Но в этом и состоит заслуга Никколо Макиавелли, показавшего открыто всю подноготную политических режимов.
Политическая мораль Макиавелли относится к чрезвычайным ситуациям, требующим особых мер, неизбежно возникающих в жизни любого государства. Провозглашаемые им жесткие принципы поведения государя, совершенно противоположные христианской морали, необходимы были для объединения Италии, долгие годы расчлененной на множество враждующих государств. Мораль Макиавелли предполагает самоопределение граждан в отношении долга перед собой и своим политическим сообществом для предотвращения смут и кровопролитий в государстве.
Некоторые современные ученые, такие как Лео Штраус, разделяют традиционное мнение о том, что Макиавелли был «учителем зла» и что к этой точке зрения следует относиться серьёзно.
Д.ф.н. Капустин отмечает, что между политикой и моралью лежит пропасть, и поэтому нельзя обвинять Макиавелли в «проповедовании» антиморальной политики. Макиавелли написал «Государя» в период чрезвычайной ситуации для Италии, в ситуации крайней необходимости объединения. В обстоятельствах «безотлагательности и бескомпромиссности борьбы за выживание».
Академик РАН А. А. Кокошин и к.и.н. Н. А. Долгополова отметили, что «Макиавелли пишет и как политолог, говоря современным языком, и как историк одновременно, но в большей мере его можно считать политологом, постоянно опирающимся на исторические знания и проводящим собственные исторические исследования. В этих исследованиях видны эрудиция автора, его знание огромного количества деталей, нюансов, что особенно характерно для „Истории Флоренции“ и „Рассуждений о первой декаде Тита Ливия“. Тут же в „Рассуждениях о первой декаде Тита Ливия“ Макиавелли сокрушается, что этот опыт древних практически отбрасывается при решении вопросов государственного управления, проблем обеспечения безопасности, строительства вооруженных сил».
Кокошин и Долгополова отмечают, что Макиавелли «настойчиво проводит мысль о позитивном смысле республиканской истории Рима, споря, по-видимому, с теми своими оппонентами-современниками, которые отдавали предпочтение последовавшей после Римской республики Римской империи как государственной системе, менее подверженной внутренней нестабильности». При этом Макиавелли «также на примере Древнего Рима размышляет о балансе сил в государстве между различными компонентами власти, её институтами, социальными группами… пишет о благотворном влиянии на государственное управление в Риме учреждения института народных трибунов после многих лет социально-политической нестабильности».

### О военном искусстве и идее Генерального штаба
Как отмечают академик А. А. Кокошин и Н. А. Долгополова (ссылаясь на русского и советского военного теоретика А. А. Свечина), Макиавелли в трактате «О военном искусстве» выдвинул идею генерального штаба для планирования будущей войны, систематической подготовки, для анализа соотношения сил сторон и др., для разведывательной и контрразведывательной деятельности.

### О религии
Макиавелли презирал плебс, городские низы и церковный клир Ватикана. Симпатизировал прослойке зажиточных и активных горожан. Разрабатывая каноны политического поведения личности, он идеализировал и ставил в пример этику и законы дохристианского Рима. Он критиковал те силы, которые, по его мнению, манипулировали Святым писанием и использовали в своих целях, что доказывает следующее выражение его идеи: «Именно из-за такого рода воспитания и столь ложного истолкования нашей религии на свете не осталось такого же количества республик, какое было в древности, и следствием сего является то, что в народе не заметно теперь такой же любви к свободе, какая была в то время».
Макиавелли считал, что христианство, в том виде, в котором навязывается учением «о смирении», неправильно преподносится «толкователями». По его мнению античные религии прославляли правителей и полководцев, принесших своей стране пользу, а современная религия призывает к самоуничижению и отказу от силы тела и духа. Религия требует только терпения, а не мужества в поступках. И в мире поэтому правят негодяи, зная, что люди готовы стерпеть унижения, а не наказать за них. Эти мысли он открыто высказывал в своих трудах:
«И если теперь кажется, что весь мир обабился, а небо разоружилось, то причина этому, несомненно, подлая трусость тех, кто истолковывал нашу религию, имея в виду праздность, а не доблесть… религия наша допускает прославление и защиту отечества,.. она требует от нас, чтобы мы любили и почитали родину и готовили себя к тому, чтобы быть способными встать на её защиту».
Макиавелли был верующим человеком, но он желал видеть христианство более мужественным, проповедующим не смирение, а гражданскую доблесть. К тому же он считал, что свободной воли достаточно, чтобы преодолеть многие превратности судьбы[страница не указана 1604 дня].
В то же время Макиавелли призывал властителей выказывать почитание любой религии, которая исповедуется их подданными. Возможно, из-за этого высказывания его работы и были занесены церковью в «Индекс запрещённых книг».

### О доброте
Среди идеальных принципов Макиавелли присутствует и такое человеческое качество как доброта. В «Рассуждениях…» он отмечает, что
«…долг каждого честного человека — учить других тому добру, которое из-за тяжелых времён и коварства судьбы ему не удалось осуществить в жизни, с надеждой на то, что они будут более способными в этом».
По мнению Макиавелли, максимально жизнеспособными государствами в истории цивилизованного мира были те республики, граждане которых обладали наибольшей степенью свободы, самостоятельно определяя свою дальнейшую судьбу. Он считал независимость, мощь и величие государства тем идеалом, к которому можно идти любыми путями, не задумываясь о моральной подоплёке деятельности и о гражданских правах. Макиавелли был автором термина «государственный интерес», который оправдывал претензии государства на право действовать вне закона, который оно призвано гарантировать, в случаях, если это соответствует «высшим государственным интересам». Правитель своей целью ставит успех и процветание государства, мораль и добро при этом отходят на другой план. Труд «Государь» представляет собой своеобразное политтехнологическое наставление по захвату, удержанию и применению государственной власти:

 Правление заключается главным образом в том, чтобы твои подданные не могли и не желали причинить тебе вред, а это достигается тогда, когда ты лишишь их любой возможности как-нибудь тебе навредить или осыплешь их такими милостями, что с их стороны будет неразумием желать перемены участи. 
Создание сильного государства рассматривалось Макиавелли не как самоцель, а как гарантия обеспечения жизни и свободы граждан. И в созданном обществе государь должен демонстрировать такие добродетели, как сострадание, милостивость, верность слову. Описывая создающееся в тот период в Италии гражданское общество, Макиавелли считал, что граждане также должны обладать скромностью, порядочностью, щедростью и в итоге — справедливостью.
В 1559 году книги Макиавелли папой Павлом IV были осуждены и включены в «Индекс запрещённых книг».

## Сочинения

### «Государь»
Небольшой трактат, на который Макиавелли возложил последнюю надежду заслужить благосклонность Медичи, в последующие века стал самым знаменитым его произведением и обеспечил автору ярлык злодея.
В тот сложный политический период раздробленности Италии многие итальянские мыслители создавали работы о государях и государствах, мечтая из хаоса создать великую Италию, но только Никколо смог открыто вывести оптимальные действия правителя для этого. Макиавелли в этом произведении создал образ мудрого правителя, уничтожающего врагов как могучий лев и избегающего всех капканов как хитрая лисица. Правитель должен быть добр, но и не отказываться от зла, если оно помогает государству. Как пример, достойный подражания, Макиавелли рассматривал Римскую республику.
Подчеркивая важность обмана, Никколо Макиавелли высмеивал высокопарные и зачастую морализаторские рассуждения о добром правителе. С присущим флорентийцам умением он ядовито и подчас жестоко высмеивал людей и различные ситуации в самых бесчеловечных рассуждениях в трактате.
И все же нет никаких сомнений в том, что в 12—14-й главах, посвященных организации армии, Макиавелли говорил всерьёз. Государственное войско (armi proprie) стало его навязчивой идеей, тем более во времена, когда казалось, что правительство Флоренции хотело избавиться от ополчения, а Макиавелли настолько им дорожил, что якобы, давая советы сначала Джулиано, а потом Лоренцо де Медичи, он на самом деле защищал плоды своих трудов. Действительно, можно сказать, что весь «Государь» выстроен вокруг вышеуказанных глав[страница не указана 1604 дня]. В сущности, трактат Никколо представляет собой искусное и прекрасно изложенное собрание разрозненных идей, наспех слепленных воедино и зачастую противоречащих друг другу.
«Государя» любят обвинять в жестокости и аморальности. Но «Государя» и другие работы Макиавелли надо читать с учётом исторических событий современной ему Италии, когда вся страна была раздроблена на десятки государств, постоянно враждующих между собой. «И тогда это произведение, дающее советы правителю как объединить Италию, не только получит свое оправдание, но и предстанет перед нами как истинно великое творение подлинного политического ума высокой и благородной направленности», — считал Гегель, отмечая политический реализм учения Макиавелли.
Исследователи отмечали цинизм в работах Макиавелли, но несколько странный. С одной стороны, он говорил о необходимости применения в политике коварства и лицемерия, с другой стороны сам свои собственные мысли всегда излагал «с пугающей прямотой».
По одной из версий, политическая философия Макиавелли выражает позицию политического цинизма, основанного на политическом реализме.
Ж. Ж. Руссо считал, что Макиавелли, делая вид, что дает уроки королям, преподал прекрасные уроки всем народам, и что «Государь» — это книга республиканцев.
Благодаря этой работе Макиавелли считают основателем политологии. Вот некоторые его советы:
- Опора на оппозицию внутри стана врагов — метод римлян, опиравшихся на этолийцев при захвате Греции
- Избегать ненависти и презрения, которые сгубили римских императоров. Ненависть вызывается посягательством на имущество и женщин своих сторонников. Презрение вызывается бедностью, нерешительностью, малодушием, непостоянством
- Дела непопулярные возлагать на других, а популярные делать самим
- Искусно создавать врагов
- Привлекать одарённых людей
- Развлекать народ зрелищами
- Участвовать в собраниях, на которые разделен народ
- Решительное и своевременное подавление недовольства
  - Кто захватит город, с давних пор пользующийся свободой, и пощадит его, того город не пощадит
  - «Все вооружённые пророки побеждали, а безоружные гибли»
- Факторы власти: собственные сторонники, народ, знать, чужеземцы
- Качества государя — сдержанность, осмотрительность и милость
- Добродетели государя: милосердие, верность, человечность, прямодушие и благочестие
- Государь должен творить добро, насколько это возможно, и зло — насколько это необходимо
- Постоянность в требованиях.

## Критика и историческое значение
Первыми критиками Макиавелли были Томмазо Кампанелла и Жан Боден. Последний сходился с Макиавелли во мнении, что государство являет собой вершину экономического, социального и культурного исторического развития цивилизации.

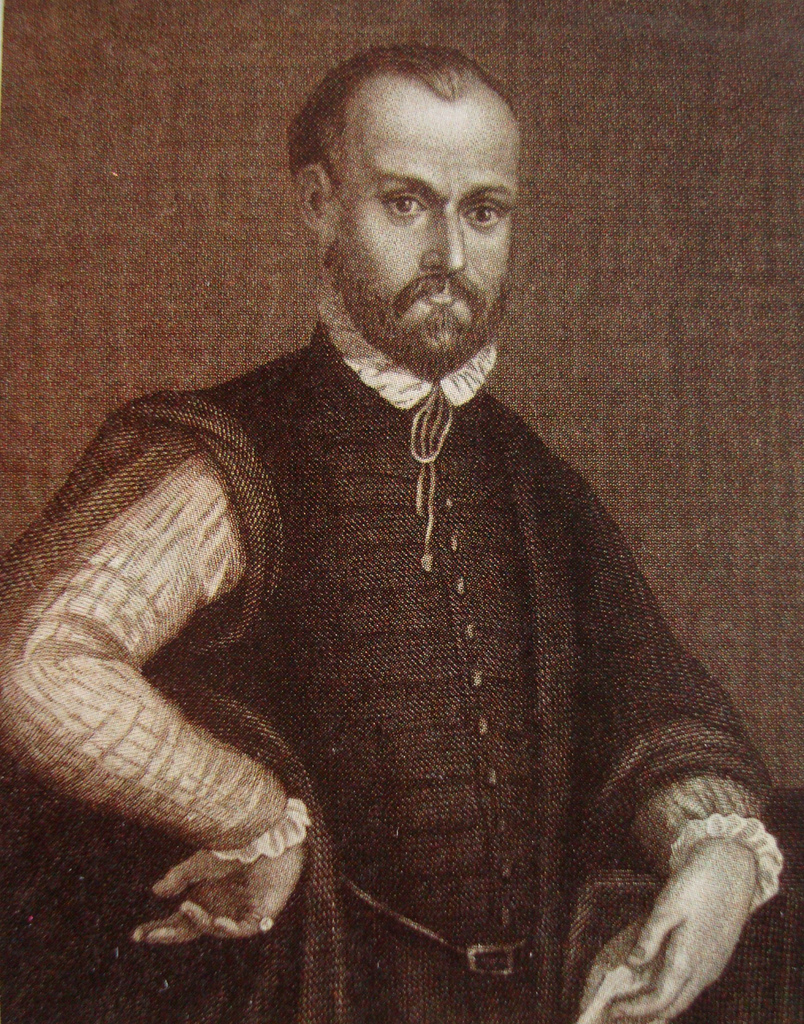
Никколо Макиавелли

В 1546 году среди участников Тридентского собора был распространён материал, где было сказано, что макиавеллиевский «Государь» написан рукой Сатаны. Начиная с 1559 года все его сочинения были включены в первый «Индекс запрещённых книг».
Самой известной попыткой литературного опровержения Макиавелли был труд Фридриха Великого «Антимакиавелли», написанный в 1740 году. Фридрих писал: «Я дерзаю ныне выступить на защиту человечества от чудовища, которое желает его уничтожить; вооружившись разумом и справедливостью, я осмеливаюсь бросить вызов софистике и преступлению; и я излагаю свои размышления о „Государе“ Макиавелли — главу за главой, — чтобы после принятия отравы незамедлительно могло бы быть найдено и противоядие».
Сочинения Макиавелли свидетельствовали о начале новой эры развития политической философии Запада. Размышления над проблемами политики уже не регулировались нормами богословия или аксиомами нравственности. Это был конец философии блаженного Августина: все идеи и вся деятельность Макиавелли были направлены на Град Человеческий, а не на Град Божий. Политика уже утвердила себя самостоятельным объектом исследования — искусством создания и усиления института государственной власти.
Однако некоторые историки полагают, что на самом деле Макиавелли исповедовал традиционные ценности, а в своём труде «Государь» не более, чем просто высмеивал деспотизм в сатирических тонах. Так, историк Гаррет Мэттингли в своей статье пишет: «Утверждение, что эта небольшая книжка „Государь“ была серьёзным научным трактатом о государственном управлении, противоречит всему, что мы знаем о жизни Макиавелли, его трудах и его эпохе».
При всём этом произведения Макиавелли стали одними из самых значимых событий и только в XVI—XVIII веках оказали влияние на работы Б. Спинозы, Ф. Бэкона, Д. Юма, М. Монтеня, Р. Декарта, Ш-Л. Монтескьё, Вольтера, Д. Дидро, П. Гольбаха, Ж. Бодена, Г.-Б. Мабли, П. Бейля и многих других.
Представлены идеи Макиавелли и в художественной литературе. Так, в произведении «Трилогия желания» Теодора Драйзера в образе Фрэнка Каупервуда выражены качества настоящего руководителя, представленные в трактате «Государь», приводятся рассуждения об аморализме общества, о политической системе, о самой судьбе человека и способности ей противостоять. Драйзер также показывает, что игнорирование Каупервудом положительных качеств руководителя, приводит его главного героя в полное одиночество и недовольство окружающими.
В 1998 году в Манчестере состоялся научный семинар под названием «500 лет правления Макиавелли». В нём приняли участие профессора ведущих британских университетов, политические и общественные деятели. По итогам семинара была создана книга «Макиавелли, маркетинг и менеджмент», проецирующая идеи Макиавелли в современный мир и позволяющая, по мнению участников семинара, вести эффективную стратегию переговоров, управлять людьми и создавать эффективные команды для достижения целей.

## Цитаты
- «Цель оправдывает средства»[71] — часто приписываемая к авторству Макиавелли, но, согласно другим источникам, эта цитата могла принадлежать и Томасу Гоббсу (1588—1679), и Игнатию де Лойоле[72].
- Если уж и бить, то так, чтобы не страшиться мести.
- Кто сам хороший друг, тот имеет и хороших друзей.
- Пусть судьба растопчет меня — я посмотрю, не станет ли ей стыдно.
- Лучше быть смелым, чем осторожным, потому что судьба — женщина.
- У победителя много друзей, и лишь у побеждённого они настоящие.
- Скрой то, что говоришь сам, узнай то, что говорят другие, и станешь истинным князем.
- Каждый видит, каким ты кажешься, мало кто чувствует, каков ты есть.
- Достойную осуждения ошибку совершает тот, кто не учитывает своих возможностей и стремится к завоеваниям любой ценой.
- Простолюдины, которые стремятся к своеволию, и знатные граждане, жаждущие порабощения других, прославляют лишь имя свободы: и те и другие не хотят повиноваться ни другим людям, ни законам[73].
- Выдающиеся люди чаще всего встречаются в республиках, где таланты в большем почете, чем в монархиях, где их боятся. Там воспитывают дарования, здесь их истребляют[74].
- Когда речь идет о спасении родины, должны быть отброшены все соображения о том, что справедливо и что несправедливо, что милосердно и что жестоко, что похвально и что позорно. Нужно забыть обо всем и действовать лишь так, чтобы было спасено её существование и осталась неприкосновенна её свобода[63].
- Быстро и вовремя осуществленный план обещает всегда удачу.
- Все вооруженные пророки победили, а безоружные погибли[75].
- Лучшая из всех крепостей (для государя) — не быть ненавистным народу: какие крепости ни строй, они не спасут, если ты ненавистен народу[76].
- Люди любят, как они сами хотят, но боятся так, как хочет Государь.

### Исследования и научно-популярная литература
- Лучицкий И. В. Макиавелли, Никколо // Энциклопедический словарь Брокгауза и Ефрона : в 86 т. (82 т. и 4 доп.). — СПб., 1890—1907.
- Кудрявцев О. Ф. Макиавелли // Новая философская энциклопедия : в 4 т. / пред. науч.-ред. совета В. С. Стёпин. — 2-е изд., испр. и доп. — М. : Мысль, 2010. — 2816 с.
- Макиавелли, Никколо : [арх. 29 ноября 2022] / О. Ф. Кудрявцев // Ломоносов — Манизер [Электронный ресурс]. — 2011. — С. 541—542. — (Большая российская энциклопедия : [в 35 т.] / гл. ред. Ю. С. Осипов ; 2004—2017, т. 18). — ISBN 978-5-85270-351-4.
- Алексеев А. С. Макиавелли, как политический мыслитель. — М.: А. Л. Васильев, 1880.
- Баткин Л. М. Итальянское Возрождение: проблемы и люди. — М.: Наука, 1989. — С. 345—363. — 272 с. — («Из истории мировой культуры») — ISBN 5-02-008988-5
- Жан-Ив Борьо. Маккиавели. — КоЛибри, Азбука-Аттикус, 2016.
- Илья Бузукашвили. Флоренция превыше всего // Гении эпохи Возрождения. — Новый Акрополь, 2012.</ref>
- Бурлацкий Ф. М. Загадка Макиавелли. — М.: Профиздат, 1997. — 392 с. — 5000 экз. — ISBN 5-255-01296-3.
- Грамши А. Тюремные тетради
- Кристиана Жиль. Никколо Макиавелли. — Молодая гвардия, 2005. — (Жизнь замечательных людей).
- Никколо Каппони. Макиавелли : Гений политических интриг = Florentine Devil: The Life and Times of Niccolo Machiavelly : [пер. с англ.]. — М. : Вече, 2012. — 352 с. — (Великие исторические персоны). — ISBN 978-5-4444-0556-7.
- Кокошин А. А., Долгополова Н. А. Вспоминая Макиавелли: оценки. размышления, заметки. М.: ЛЕНАНД, 2021. — 248 с. ISBN 978-5-9710-8593-5
- Никколо Макиавелли: pro et contra. Антология исследований о нём. СПб.: РХГА, 2002. — 696 с. ISBN 5-88812-168-1
- Попова И. Ф. «Правила императоров» танского Тай-цзуна и «Государь» Н. Макиавелли // Восток-Запад. Историко-литературный альманах 2003—2004. Под ред. акад. В. С. Мясникова. М., 2005. С.191-203. ISBN 5-02-018485-3 (в обл.).
- Разуваев В. В. Комментарии к «Государю» Макиавелли. — Центр гуманитарных инициатив, 2014.
- Скиннер, Квентин. Макиавелли. Очень краткое введение. — Астрель, 2009. — 156, [3] с. — ISBN 978-5-271-25511-3.
- Тененбаум Б. Великий Макиавелли: Тёмный гений власти: «Цель оправдывает средства?». — М.: Яуза, Эксмо, 2012. — 480 с. — «Гении власти». — 3000 экз., ISBN 978-5-699-54146-1
- Юсим М. А. Этика Макиавелли. — Наука, 1990.
- Спиридонов А. Г. Вооруженный пророк Возрождения // Таганрог : газета. — 2008. — Ноябрь (№ 12).

### Издания
- Макьявелли (Макиавелли) Никколо. Сочинения исторические и политические; Сочинения художественные; Письма.. — М.: «АСТ», «Пушкинский дом», 2004. — ISBN 5-17-021264-X.
- Маккиавелли, Никколо. Письма и сочинения. Восточная литература. Дата обращения: 19 апреля 2011.
- Макиавелли. Десять писем (письма к Веттори).
- Николай Макиавелли. «Государь», «Рассуждения на первые три книги Тита Ливия» 1869 (pdf)
- «Рассуждения о первой декаде Тита Ливия» / Пер. Р. Хлодовского.
- «Государь» / Пер. Г. Муравьевой. — М.: «Художественная литература», 1982.